# (1068) Nofretete
(1068) Nofretete es un asteroide perteneciente al cinturón de asteroides descubierto por Eugène Joseph Delporte el 13 de septiembre de 1926 desde el Real Observatorio de Bélgica, Uccle.

## Designación y nombre
Nofretete fue designado inicialmente como 1926 RK.
Más tarde, a propuesta de G. Stracke, se nombró en honor de la reina egipcia Nefertiti.

## Características orbitales
Nofretete orbita a una distancia media del Sol de 2,908 ua, pudiendo alejarse hasta 3,186 ua. Su excentricidad es 0,09554 y la inclinación orbital 5,484°. Emplea 1812 días en completar una órbita alrededor del Sol.